# Мери Астор
Мери Астор (енгл. Mary Astor) је била америчка глумица, рођена 3. маја 1906. године у Квинсију (Илиноис), а преминула 25. септембра 1987. године у Вудленд Хилсу (Калифорнија).

## Филмографија
| Улоге Мери Астор |                          |               |                 |          |
| Година           | Српски назив             | Изворни назив | Улога           | Напомена |
| 1941.            | Малтешки соко            |               | Бриџид О’Шонеси | [ 4 ]    |
| 1944.            | Срешћемо се у Сент Луису |               | Ана Смит        |          |
| 1964.            | Тихо, тихо, Шарлота      |               | Џуел Мејхју     |          |